# Unser Lied für Stockholm
Eurovision Song Contest 2016 – Unser Lied für Stockholm, die deutsche Vorentscheidung zum Eurovision Song Contest 2016, fand am 25. Februar 2016 statt und diente dazu, ein Lied für die Teilnahme beim Eurovision Song Contest 2016 auszuwählen. Am 5. Januar 2016 wurden Sendungstitel, -datum und Konzeption der Vorentscheidung vom NDR veröffentlicht. Moderiert wurde die Sendung wie im Vorjahr von Barbara Schöneberger und kommentiert von Peter Urban.
Ursprünglich sollte unter dem Titel Unser Song für Xavier ein Lied für den am 19. November 2015 verkündeten Teilnehmer Xavier Naidoo gesucht werden. Der NDR zog die Entscheidung jedoch zwei Tage später zurück. Jamie-Lee Kriewitz konnte sich mit dem Song Ghost unter zehn Kandidaten durchsetzen. Sie vertrat Deutschland im Mai 2016 beim Eurovision Song Contest und belegte den letzten Platz.

## Unser Song für Xavier
Am 19. November 2015 gab der Norddeutsche Rundfunk nach einer internen Entscheidung bekannt, dass Xavier Naidoo als deutscher Teilnehmer beim Eurovision Song Contest 2016 in der schwedischen Hauptstadt Stockholm teilnehmen werde. Mehrere Komponisten und Produzenten wurden um Liedvorschläge gebeten. Am 15. Dezember 2015 sollte eine Jury unter Beteiligung von Naidoo die sechs Lieder auswählen, über die bei der Vorentscheidung unter dem Titel Unser Song für Xavier hätte abgestimmt werden sollen. Am 18. Februar 2016 sollte die Vorentscheidung live im Ersten übertragen werden. Die Entscheidung für einen der sechs von Naidoo vorgetragenen Songs sollte ausschließlich durch das Fernsehpublikum erfolgen, das bei der Bewertung durch Lena Meyer-Landrut und zwei Experten unterstützt werden sollte. Thomas Schreiber, Unterhaltungskoordinator in der ARD, erklärte die Auswahl von Naidoo damit, dass dieser einer der besten Sänger Deutschlands sei, welcher im Unterschied zu den meisten anderen auch live singen könne. Außerdem sei er bereit gewesen, sich auf das Experiment eines durch das Publikum gewählten Songs einzulassen.
Die Entscheidung von ARD/NDR, die Zuschauerbeteiligung auf die Auswahl des zu singenden Lieds zu reduzieren, wurde in verschiedenen Medien vor dem Hintergrund verbesserter Gewinnchancen kontrovers diskutiert. Die Entscheidung zugunsten Naidoos als Sänger stieß hingegen auf starke mediale Kritik. Als problematisch wurden insbesondere ein Auftritt des Sängers bei der Reichsbürgerbewegung sowie verschiedene Äußerungen des Sängers gesehen, die ein homophobes, antisemitisches und verschwörungstheoretisches Weltbild nahelegten. Die ehemalige Bundesvorsitzende der Grünen, Claudia Roth, wertete eine potenzielle Teilnahme Naidoos als „voll daneben“. Michael Hanfeld bezeichnete in der Frankfurter Allgemeinen Zeitung Naidoos Äußerungen in der Vergangenheit als „summa summarum Quatsch hoch sieben“. Auf Twitter wurde mit Häme und Spott auf die Wahl Naidoos reagiert.
ARD-Unterhaltungskoordinator Schreiber betonte, dass Naidoo für Toleranz gegenüber allen Lebensentwürfen stehe und weder homophob noch antisemitisch eingestellt sei. Dabei stellte er die Frage, ob alle „Hassäußerungen“ in sozialen Netzwerken eine sachliche Grundlage hätten. Als Konsequenz nahm der NDR die Nominierung Naidoos zurück. Naidoo reagierte am Abend des 19. November mit folgender Aussage: „Mit meinem ganzen Wesen stehe ich für ein weltoffenes und gastfreundliches Deutschland und einen respektvollen sowie friedlichen Umgang miteinander. Ich habe auch immer betont, dass ich die Auffassung der sogenannten Reichsbürger nicht teile, von denen ich mich auch öffentlich deutlich distanziert habe.“ In einer Pressekonferenz am 25. November 2015 äußerte sich der ARD-Vorsitzende und NDR Intendant Lutz Marmor zum Rückzug Naidoos als ESC-Kandidat und dem weiteren Vorgehen, wo man aller Voraussicht nach wieder die Zuschauer in einem Vorentscheid die Kandidatenwahl überlassen werde.

## Format

### Konzept
Am 4. Januar 2016 berichtete der Focus, dass die Vorentscheidung den Titel Eurovision Song Contest 2016 – Unser Lied für Stockholm tragen und am 25. Februar 2016 um 20:15 Uhr stattfinden soll. Zudem wurde berichtet, dass die Produktionsgesellschaft Brainpool für die Show verantwortlich ist. Brainpool ist seit 2010 an der Gestaltung des deutschen Vorentscheids beteiligt.
Die ARD gab bekannt, dass zehn Künstler mit jeweils einem Lied bei der Vorentscheidung antreten. Diesmal sollte ausschließlich das Publikum den Vertreter Deutschlands per Televoting und erstmals per Eurovision-Song-Contest-App in zwei Abstimmungsrunden wählen. Der NDR und die ARD erhielten insgesamt 150 Bewerbungen von deutschen Hörfunksendern, Musiklabels, Produzenten, Künstlern und deren Managern. Eine zehnköpfige Jury, bestehend aus Vertretern der jungen ARD-Radios (Aditya Sharma/Fritz, Andreas Zagelow/Sputnik), des NDR (Carola Conze/Thomas Schreiber), der Musiklabels (Tom Bohne/Universal Music, Nico Gössel-Hain/Sony Music, Steffen Müller/Warner Music) und Independents (Konrad von Löhneysen/Embassy of Music) sowie der Produktionsfirma Brainpool (Claudia Gliedt/Jörg Grabosch) suchte die zehn Interpreten und deren Lieder aus.

## Teilnehmer
Folgende zehn Kandidaten nahmen an der Vorentscheidung teil:
| Interpret          | Lied Musik (M) und Text (T)                                                                                        | Sprache                        | Bild |
| ------------------ | --- | ------------------------------ | ---- |
| Alex Diehl         | Nur ein Lied M/T: Alex Diehl                                                                                       | Deutsch, Englisch, Französisch |      |
| Avantasia          | Mystery of a Blood Red Rose M/T: Tobias Sammet                                                                     | Englisch                       |      |
| Ella Endlich       | Adrenalin M/T: Erik Macholl, Andreas John, Bahar Henschel                                                          | Deutsch                        |      |
| Gregorian          | Masters of Chant M: Toni Pintos, Basti Inselmann, Frank Peterson; T: Amelia Brightman, Frank Peterson, Toni Pintos | Englisch                       |      |
| Jamie-Lee Kriewitz | Ghost M: Anna Leyne, Thomas Burchia, Conrad Hensel; T: Anna Leyne                                                  | Englisch                       |      |
| Joco               | Full Moon M: Cosima Carl, Josepha Carl; T: Cosima Carl, Josepha Carl, Anya Weihe                                   | Englisch                       |      |
| KEØMA              | Protected M/T: Chris Klopfer, Kat Frankie                                                                          | Englisch                       |      |
| Laura Pinski       | Under the Sun We are One M: Ralph Siegel; T: Ralph Siegel, John O’Flynn                                            | Englisch                       |      |
| Luxuslärm          | Solange Liebe in mir wohnt M/T: Philippe Heithier, Götz von Sydow                                                  | Deutsch                        |      |
| Woods of Birnam    | Lift Me Up (From the Underground) M: Christian Friedel, Philipp Makolies; T: Duncan Townsend, Christian Friedel    | Englisch                       |      |

### Ergebnis der Vorentscheidung

#### Vorrunde
In der ersten Runde präsentierten die zehn Kandidaten ihr Lied. Die drei Kandidaten mit den höchsten Abstimmungsergebnissen qualifizierten sich für die zweite Runde. Insgesamt wurden in der ersten Runde 770.809 Zuschauerstimmen gezählt.
| Platz | Startnr. | Interpret          | Lied                              | Zuschauer                  | Zuschauer |
| Platz | Startnr. | Interpret          | Lied                              | Stimmen (Televoting & SMS) | Prozent   |
| ----- | -------- | ------------------ | --------------------------------- | -------------------------- | --------- |
| 01.   | 09       | Jamie-Lee Kriewitz | Ghost                             | 221.846                    | 28,78 %   |
| 02.   | 07       | Avantasia          | Mystery of a Blood Red Rose       | 124.845                    | 16,19 %   |
| 03.   | 08       | Alex Diehl         | Nur ein Lied                      | 124.268                    | 16,12 %   |
| 04.   | 10       | Laura Pinski       | Under the Sun We are One          | 085.642                    | 11,11 %   |
| 05.   | 03       | Gregorian          | Masters of Chant                  | 069.874                    | 09,06 %   |
| 06.   | 05       | Luxuslärm          | Solange Liebe in mir wohnt        | 042.576                    | 05,52 %   |
| 07.   | 01       | Ella Endlich       | Adrenalin                         | 041.172                    | 05,34 %   |
| 08.   | 06       | KEØMA              | Protected                         | 025.609                    | 03,32 %   |
| 09.   | 02       | Joco               | Full Moon                         | 022.645                    | 02,93 %   |
| 10.   | 04       | Woods of Birnam    | Lift Me Up (From the Underground) | 012.332                    | 01,63 %   |

 Kandidat hat sich für das Finale qualifiziert.

#### Finale

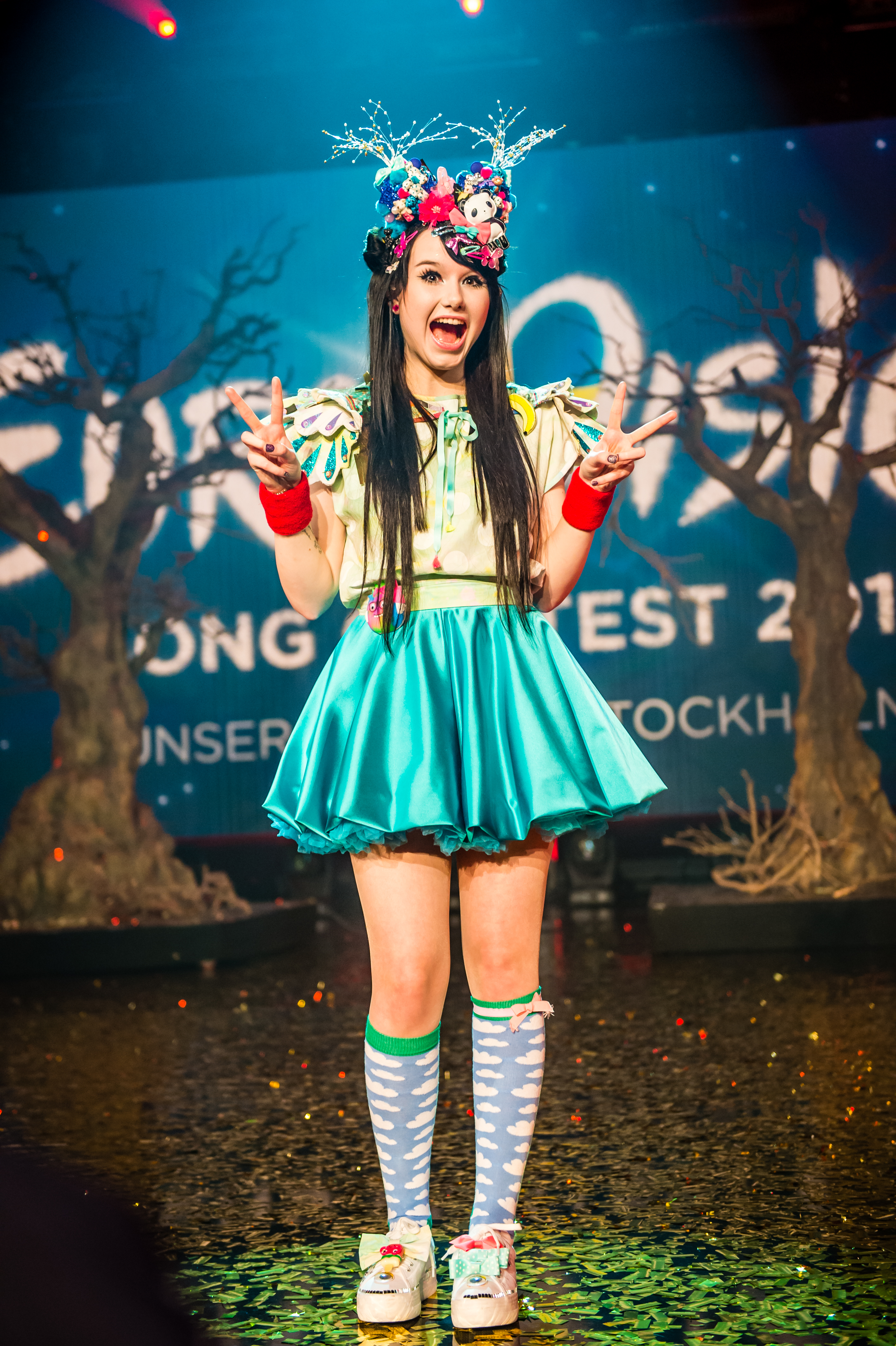
Die Gewinnerin der deutschen Vorentscheidung: Jamie-Lee Kriewitz

In der zweiten und letzten Runde präsentierten die Finalisten ihren Beitrag ein zweites Mal. Jamie-Lee Kriewitz setzte sich mit 498.293 Zuschauerstimmen durch. In der Finalrunde wurden 1.120.159 Zuschauerstimmen abgegeben.
| Platz | Startnr. | Interpret          | Lied                        | Zuschauer                  | Zuschauer |
| Platz | Startnr. | Interpret          | Lied                        | Stimmen (Televoting & SMS) | Prozent   |
| ----- | -------- | ------------------ | --------------------------- | -------------------------- | --------- |
| 1.    | 3        | Jamie-Lee Kriewitz | Ghost                       | 498.293                    | 44,5 %    |
| 2.    | 2        | Alex Diehl         | Nur ein Lied                | 380.293                    | 33,9 %    |
| 3.    | 1        | Avantasia          | Mystery of a Blood Red Rose | 241.573                    | 21,6 %    |

## Showacts
Zu Beginn der Show präsentierte die Moderatorin Barbara Schöneberger ein Medley bekannter deutscher Popsongs, darunter größtenteils ehemalige deutsche ESC-Beiträge. Mit teilweise abgewandeltem Text sang sie dabei folgende Lieder: Dieser Weg (Originalinterpret: Xavier Naidoo), Dschinghis Khan (Originalinterpret: Dschinghis Khan), Ein bißchen Frieden (Originalinterpretin: Nicole), Satellite (Originalinterpretin: Lena Meyer-Landrut), Can’t Wait Until Tonight (Originalinterpret: Max Mutzke). Begleitet wurde Schöneberger von einem Pianisten.
In der finalen Abstimmungsphase präsentierte die niederländische Band The Common Linnets ihren erfolgreichsten Titel Calm After the Storm, ehe sie im Anschluss mit der deutschen Country-Band The BossHoss ihr gemeinsames Cover des Liedes Jolene, das ursprünglich von Dolly Parton stammt, vortrugen.

## Übertragung
| Sendung                                                 | Sendedatum       | Sendezeit | Sender |
| ------------------------------------------------------- | ---------------- | --------- | ------ |
| Eurovision Song Contest 2016 – Unser Lied für Stockholm | 25. Februar 2016 | 20:15 Uhr |        |
| Eurovision Song Contest 2016 – Unser Lied für Stockholm | 25. Februar 2016 | 20:15 Uhr |        |
| Nachglühen vom ESC-Vorentscheid 2016                    | 25. Februar 2016 | 22:25 Uhr |        |
| Die Pressekonferenz zum ESC-Vorentscheid                | 25. Februar 2016 | 22:42 Uhr |        |

Die Vorentscheidung war ebenfalls über eurovision.de und eurovision.tv im Livestream zu sehen.

### Quoten
Unser Lied für Stockholm war die erfolgreichste deutsche Vorentscheidung seit Unser Star für Oslo im Jahre 2010. Rund 4,47 Millionen Zuschauer haben die Live-Sendung verfolgt, in der Spitze schauten 5,85 Millionen Zuschauer zu.
| Sendung                  | Zuschauer | Zuschauer       | Marktanteil | Marktanteil     |
| Sendung                  | Gesamt    | 14 bis 49 Jahre | Gesamt      | 14 bis 49 Jahre |
| ------------------------ | --------- | --------------- | ----------- | --------------- |
| Unser Lied für Stockholm | 4,47 Mio. | 1,46 Mio.       | 13,8 %      | 12,3 %          |